# Mistrzostwa świata w szachach 2001/2002

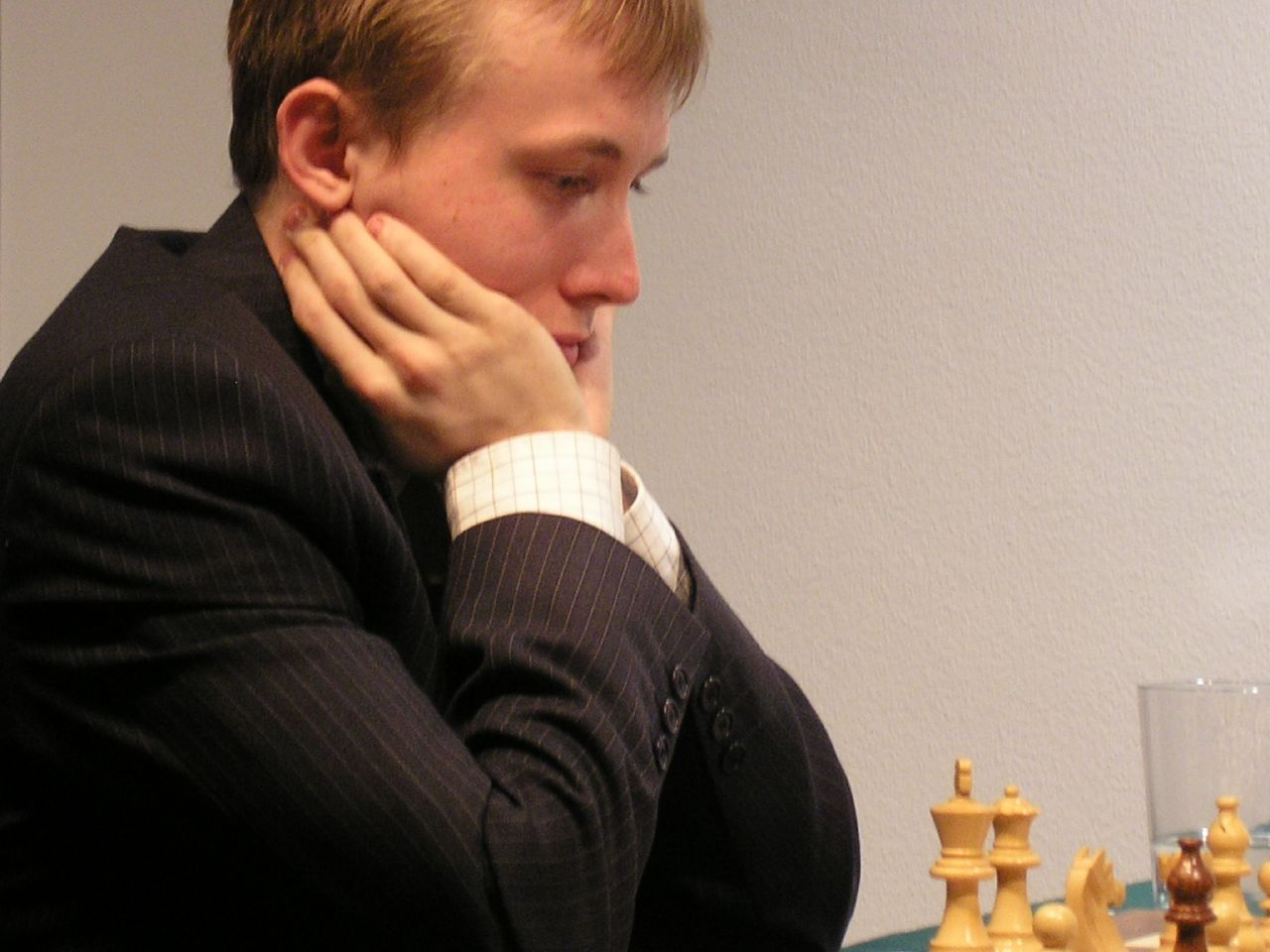
Mistrz świata FIDE 2002,
Rusłan Ponomariow

Mistrzostwa świata w szachach 2001/2002 odbyły się w Moskwie.

## Przebieg mistrzostw
Pierwsze sześć rund turnieju rozegrano od 27 listopada do 14 grudnia 2001, natomiast mecz finałowy o tytuł mistrza świata - po niecałym miesiącu, w dniach 16–25 stycznia 2002. Był to czwarty z pięciu turniejów o mistrzostwo świata FIDE rozegranych systemem pucharowym.
W turnieju uczestniczyło 128 zawodników (w tym 11 z rankingiem powyżej 2700 punktów), którzy rozegrali 7 rund systemem pucharowym. Spośród zawodników klasyfikowanych w pierwszej dziesiątce na świecie w dniu 1 lipca 2001 w turnieju nie wystąpili Garri Kasparow (nr 1), Władimir Kramnik (nr 2) oraz Gata Kamski (nr 10).
Zasady rozgrywania poszczególnych rund były prawie takie same jak w roku 2000 - zwiększono jedynie liczbę partii w meczu finałowym. Zawodnicy rozgrywali ze sobą po dwie partie klasyczne (w półfinałach po 4, a w finale - 8), następnie - w przypadku wyniku remisowego - pojedynek dwupartiowy tempem przyspieszonym, po nim zaś - w razie konieczności - jeszcze jeden. Jeśli po tych partiach wynik wciąż był remisowy, rozgrywano jedną decydującą partię tempem błyskawicznym, w której losowano kolory bierek i w której grający białymi otrzymywał więcej czasu do namysłu od swojego przeciwnika. Aby jednak awansować, musiał tę partię wygrać - remis premiował awansem zawodnika grającego czarnymi (jak również jego zwycięstwo).
W początkowych rundach zanotowano o wiele mniej, niż w poprzednich latach, zaskakujących rozstrzygnięć, z których największymi były wyeliminowanie już w I rundzie Anatolija Karpowa (2692, 16 numer startowy), natomiast w II - Pétera Lékó (2730, nr 5). Skład półfinałów był więc tylko w niewielkim stopniu zaskakujący: oprócz Viswanathana Ananda (2797, nr 1) i Wasilija Iwanczuka (2731, nr 4) znaleźli się w nich gracze z drugiej dziesiątki listy startowej: Piotr Swidler (2695, nr 14) i Rusłan Ponomariow (2684, nr 19). Oba półfinały zakończyły się sukcesem zawodników ukraińskich, którzy pokonali swoich przeciwników (Iwanczuk - Ananda, a Ponomariow - Swidlera) i między sobą rozstrzygnęli kwestię mistrzostwa świata. O ile udział w meczu finałowym Iwanczuka w żadnym stopniu nie był niespodzianką, o tyle awans zaledwie osiemnastoletniego Ponomariowa stanowił pewną sensację.
Prawdziwą jednak sensacją był dopiero wynik zakończonego miesiąc później meczu o tytuł mistrza świata. Faworyzowany Wasilij Iwanczuk nie wytrzymał presji i praktyczne bez walki przegrał całe spotkanie 2½ – 4½, ulegając w pierwszej i piątej partii, nie wygrywając żadnej. Tym samym Rusłan Ponomariow został wieku 18 lat najmłodszym w historii mistrzem świata w szachach.
W mistrzostwach wystartowało trzech Polaków: Bartłomiej Macieja (2588, nr 68), Michał Krasenkow (2573, nr 78) oraz Jacek Gdański (2537, nr 95), nie odnosząc sukcesów. Macieja po zwycięstwie w I rundzie nad Borysem Awruchem (2598, nr 61) w kolejnej uległ (choć dopiero po dogrywce) Wasilijowi Iwanczukowi, natomiast pozostali dwaj reprezentanci wyeliminowani zostali już w rundzie I: Krasenkow przegrał ze Symbatem Lyputianem (2608, nr 52), zaś Gdański - z Wadimem Zwiagincewem (2638, nr 34).

## Szczegółowe wyniki

### I runda
Zurab Azmaiparaszwili (Gruzja) - Saidali Juldaczew (Uzbekistan) 1,5:0,5
Nikołaj Włassow (Rosja) - Rustam Kasimdżanow (Uzbekistan) 0,5:1,5
Borys Gelfand (Izrael) - Alexis Cabrera (Kuba) 1,5:0,5
Pentala Harikrishna (Indie) - Aleksander Bielawski (Słowenia) 0,5:1,5
Aleksander Dełczew (Bułgaria) - Georgi Timoszenko (Ukraina) 1,5:0,5
Jacek Gdański (Polska) - Wadim Zwiagincew (Rosja) 0,5:1,5
Xu Jun (Chiny) - Suat Atalik (Bośnia i Hercegowina) 1,5:0,5
Gaetan Sarthou (Francja) - Michael Adams (Anglia) 0:2
Piotr Swidler (Rosja) - Alejandro Hoffman (Argentyna) 1,5:0,5
Mohamad Al-Modiahki (Katar) - Judit Polgar (Węgry) 0:2
Rusłan Ponomariow (Ukraina) - Li Wenliang (Chiny) 1,5:0,5
Aleksander Morozewicz (Rosja) - Nugzar Żeliakow (Rosja) 1,5:0,5
Slim Belchodża (Tunezja) - Rafael Waganian (Armenia) 0,5:1,5
Michaił Gurewicz (Belgia) - Dorian Rogozenko (Rumunia) 1,5:0,5
Wiktor Bołogan (Mołdawia) - Igor-Alexandre Nataf (Francja) 0,5:1,5
Michaił Gluzman (Australia) - Jewgienij Bariejew (Rosja) 0:2
Ilja Smirin (Izrael) - Amon Simutowe (Zambia) 2:0
Daniel Campora (Argentyna) - Nigel Short (Anglia) 1,5:0,5
Alexandre Lesiege (Kanada) - Siergiej Szipow (Rosja) 0,5:1,5
Joel Lautier (Francja) - Dibyendu Barua(Indie) 2:0
Grigorij Kajdanow (USA) - Aleksander Szabałow (USA) 0,5:1,5
Aszot Anastasian (Armenia) - Aleksej Fiodorow (Białoruś) 1,5:0,5
Szuchrat Safin (Uzbekistan) - Predag Nikolić (Bośnia i Hercegowina) 0,5:1,5
Rustem Dautow (Niemcy) - Dmitrij Gurewicz (USA) 1,5:0,5
Baatr Szowunow (Rosja) - Wasyl Iwańczuk (Ukraina) 0,5:1,5
Borys Awruch (Izrael) - Bartłomiej Macieja (Polska) 0:2
Michał Krasenkow (Polska) - Symbat Lyputian (Armenia) 0:2
Loek van Wely (Holandia) - Ruben Felgaer (Argentyna) 1,5:0,5
Đào Thiên Hải (Wietnam) - Gilberto Milos (Brazylia) 0,5:1,5
Aleksiej Driejew (Rosja) - Chwicza Supataszwili (Gruzja) 1,5:0,5
Jewgienij Pigusow (Rosja) - Aleksander Iwanow (USA) 1,5:0,5
Peter Heine Nielsen (Dania) - Aleksander Goldin (USA) 1,5:0,5
Ognjen Cvitan (Chorwacja) - Aleksander Łastin (Rosja) 0,5:1,5
Facundo Pierrot (Argentyna) - Weselin Topałow (Bułgaria) 0:2
Borys Gulko (USA) - Giovanni Vescovi (Brazylia) 0,5:1,5
Aleksiej Szirow (Hiszpania) - Aimen Rizouk (Algieria) 2:0
Ehsan Ghaem Maghami (Iran) - Aleksandr Griszczuk (Rosja) 0,5:1,5
Aleksander Motylew (Rosja) - Liang Chong (Chiny) 1,5:0,5
Wadim Małachatko (Ukraina) - Siergiej Mowsesian (Czechy) 1,5:2,5
Leinier Dominguez (Kuba) - Paweł Kocur (Kazachstan) 2,5:1,5
Michaił Kobalija (Rosja) - Konstantin Asiejew (Rosja) 3:1
Sarunas Sulskis (Litwa) - Aleksander Graf (Niemcy) 3:1
Larry Christiansen (USA) - Siergej Tiwiakow (Holandia) 1:3
Fouad El Taher (Egipt) - Kirił Georgiew (Bułgaria)1:3
Krishnan Sasikiran (Indie) - Weresław Eingorn (Ukraina) 2,5:1,5
Siergiej Wołkow (Rosja) - Thomas Luther (Niemcy) 1:3
Surya Shekhar Ganguly (Indie) - Aleksandr Chalifman (Rosja) 1:3
Peter Leko (Węgry) - Watu Kobese (RPA) 3:1
Stanisław Sawczenko (Ukraina) - Francisco Vallejo Pons (Hiszpania) 1,5:2,5
Aleksiej Barsow (Uzbekistan) - Ye Jiangchuan (Chiny) 1:3
Wiktor Korcznoj (Szwajcaria) - Lew Psachis (Izrael) 1,5:2,5
Zhang Pengxiang (Chiny) - Anatolij Karpow (Rosja) 3:1
Viswanathan Anand (Indie) - Olivier Touzane (Francja) 2,5:1,5
Hichem Hamdouchi (Maroko) - Władisław Tkaczow (Francja) 1:3
Siergej Rublewski (Rosja) - Nguyễn Anh Dũng (Wietnam) 1:3
Zhang Zhong (Chiny) - Yu Shaoteng (Chiny) 3:1
Karen Asrian (Armenia) - Igor Chenkin (Niemcy) 2,5:3,5
Wadim Miłow (Szwajcaria) - Aleksiej Jermoliński (USA) 3,5:2,5
Andrij Wołokitin (Ukraina) - Konstantin Sakajew (Rosja) 2,5:3,5
Wołodymyr Bakłan (Ukraina) - Joel Benjamin (USA) 3,5:2,5
Jaan Ehlvest (Estonia) - Tejmur Radżabow (Azerbejdżan) 3,5:2,5
Liviu-Dieter Nisipeanu (Rumunia) - Lazaro Bruzon (Kuba) 3:4
Stuart Conquest (Anglia) - Zoltan Gyimesi (Węgry) 3:4
Alonso Zapata (Kolumbia) - Emil Sutowski (Izrael) 3,5:3,5

### II runda
Wadim Zwiagincew (Rosja) - Xu Jun (Chiny) 1,5:0,5
Symbat Lyputian (Armenia) - Loek Van Wely (Holandia) 0:2
Gilberto Milos (Brazylia) - Aleksiej Driejew (Rosja) 0,5:1,5
Weselin Topałow (Bułgaria) - Giovanni Vescovi (Brazylia) 1,5:0,5
Aleksandr Griszczuk (Rosja) - Aleksander Motylew (Rosja) 0,5:1,5
Leinier Dominguez (Kuba) - Borys Gelfand (Izrael) 0,5:1,5
Michael Adams (Anglia) - Michaił Kobalija (Rosja) 1,5:0,5
Krishnan Sasikiran (Indie) - Aleksander Morozewicz (Rosja) 0,5:1,5
Thomas Luther (Niemcy) - Ilja Smirin (Izrael) 0,5:1,5
Zhang Pengxiang (Chiny) - Jewgienij Pigusow (Rosja) 0:2
Peter Heine Nielsen (Dania) - Viswanathan Anand (Indie) 0,5:1,5
Władisław Tkaczow (Francja) - Nguyễn Anh Dũng (Wietnam) 1,5:0,5
Aleksander Łastin (Rosja) - Zhang Zhong (Chiny) 0,5:1,5
Konstantin Sakajew (Rosja)- Igor-Alexandre Nataf (Francja) 1,5:0,5
Jewgienij Bariejew (Rosja) - Wołodymyr Bakłan (Ukraina) 1,5:0,5
Daniel Campora (Argentyna) - Jaan Ehlvest (Estonia) 0,5:1,5
Zoltan Gyimesi (Węgry) - Aleksiej Szirow (Hiszpania) 0,5:1,5
Francisco Vallejo Pons (Hiszpania) - Emil Sutowski (Izrael) 0:2
Aleksander Bielawski (Słowenia) - Aleksander Dełczew (Bułgaria) 1,5:2,5
Rafael Waganian (Armenia) - Michaił Gurewicz (Belgia) 1,5:2,5
Siergiej Szipow (Rosja) - Joel Lautier (Francja) 1,5:2,5
Predag Nikolić (Bośnia i Hercegowina) - Rustem Dautow (Niemcy) 2,5:1,5
Wasyl Iwańczuk (Ukraina) - Bartłomiej Macieja (POL) 3:1
Siergiej Mowsesian (Czechy) - Zurab Azmaiparaszwili (Gruzja) 1,5:2,5
Sarunas Sulskis (Litwa) - Piotr Swidler (Rosja) 1,5:2,5
Siergej Tiwiakow (Holandia) - Rusłan Ponomariow (Ukraina) 1:3
Aleksandr Chalifman (Rosja) - Aleksander Szabałow (USA) 3:1
Aszot Anastasian (Armenia) - Peter Leko (Węgry) 2,5:1,5
Ye Jiangchuan (Chiny) - Lew Psachis (Izrael) 2,5:1,5
Rustam Kasimdżanow (Uzbekistan) - Igor Chenkin (Niemcy) 2,5:1,5
Judit Polgar (Węgry) - Wadim Miłow (Szwajcaria) 1,5:2,5
Kirił Georgiew (Bułgaria) - Lazaro Bruzon (Kuba) 3:1

### III runda
Aleksiej Driejew (Rosja) - Jewgienij Pigusow (Rosja) 1,5:0,5
Zhang Zhong (Chiny) - Weselin Topałow (Bułgaria) 0,5:1,5
Borys Gelfand (Izrael) - Aleksander Dełczew (Bułgaria) 2:0
Aleksander Morozewicz (Rosja)- Michaił Gurewicz (Belgia) 1,5:0,5
Emil Sutowski (Izrael) - Wasyl Iwańczuk (Ukraina) 0,5:1,5
Aszot Anastasian (Armenia) - Predag Nikolić (Bośnia i Hercegowina) 0,5:1,5
Loek Van Wely (Holandia) - Ye Jiangchuan (Chiny) 0,5:1,5
Piotr Swidler (Rosja) - Wadim Miłow (Szwajcaria) 2:0
Rusłan Ponomariow (Ukraina) - Kirił Georgiew (Bułgaria) 2:0
Wadim Zwiagincew (Rosja) - Michael Adams (Anglia) 1:3
Viswanathan Anand (Indie)- Władisław Tkaczow (Francja) 2,5:1,5
Konstantin Sakajew (Rosja) - Jewgienij Bariejew (Rosja) 1:3
Joel Lautier (Francja) - Aleksandr Chalifman (Rosja) 3:1
Zurab Azmaiparaszwili(Gruzja) - Rustam Kasimdżanow (Uzbekistan) 2,5:1,5
Aleksiej Szirow (Hiszpania) - Aleksander Motylew (Rosja) 3,5:2,5
Ilja Smirin (Izrael) - Jaan Ehlvest (Estonia) 3:4

### Od rundy IV
|  |                       |                       |                    |                    |    |                   |                   |             |  |  |          |          |          |  |  |       |       |       |
|  | 1/8 finału            | 1/8 finału            | 1/8 finału         |                    |    | Ćwierćfinał       | Ćwierćfinał       | Ćwierćfinał |  |  | Półfinał | Półfinał | Półfinał |  |  | Finał | Finał | Finał |
|  | 1/8 finału            | 1/8 finału            | 1/8 finału         |                    |    | Ćwierćfinał       | Ćwierćfinał       | Ćwierćfinał |  |  | Półfinał | Półfinał | Półfinał |  |  | Finał | Finał | Finał |
|  |                       |                       |                    |                    |    |                   |                   |             |  |  |          |          |          |  |  |       |       |       |
|  |                       |                       |                    |                    |    |                   |                   |             |  |  |          |          |          |  |  |       |       |       |
|  | Viswanathan Anand     | Viswanathan Anand     | 1½                 |                    |    |                   |                   |             |  |  |          |          |          |  |  |       |       |       |
|  | Viswanathan Anand     | Viswanathan Anand     | 1½                 |                    |    |                   |                   |             |  |  |          |          |          |  |  |       |       |       |
|  | Aleksiej Driejew      | Aleksiej Driejew      | ½                  |                    |    |                   |                   |             |  |  |          |          |          |  |  |       |       |       |
|  | Aleksiej Driejew      | Aleksiej Driejew      | ½                  |                    |    | Viswanathan Anand | Viswanathan Anand | 1½          |  |  |          |          |          |  |  |       |       |       |
|  |                       |                       |                    |                    |    | Viswanathan Anand | Viswanathan Anand | 1½          |  |  |          |          |          |  |  |       |       |       |
|  |                       |                       | Aleksiej Szyrow    | Aleksiej Szyrow    | ½  |                   |                   |             |  |  |          |          |          |  |  |       |       |       |
|  | Weselin Topałow       | Weselin Topałow       | Aleksiej Szyrow    | Aleksiej Szyrow    | ½  | 3                 |                   |             |  |  |          |          |          |  |  |       |       |       |
|  | Weselin Topałow       | Weselin Topałow       |                    |                    |    |                   |                   |             |  |  |          |          |          |  |  |       |       |       |
|  | Aleksiej Szyrow       | Aleksiej Szyrow       | 4                  |                    |    |                   |                   |             |  |  |          |          |          |  |  |       |       |       |
|  | Aleksiej Szyrow       | Aleksiej Szyrow       | 4                  |                    |    | Viswanathan Anand | Viswanathan Anand | 1½          |  |  |          |          |          |  |  |       |       |       |
|  |                       |                       |                    |                    |    |                   |                   |             |  |  |          |          |          |  |  |       |       |       |
|  |                       |                       | Wasilij Iwanczuk   | Wasilij Iwanczuk   | 2½ |                   |                   |             |  |  |          |          |          |  |  |       |       |       |
|  | Wasilij Iwanczuk      | Wasilij Iwanczuk      | Wasilij Iwanczuk   | Wasilij Iwanczuk   | 2½ | 1½                |                   |             |  |  |          |          |          |  |  |       |       |       |
|  | Wasilij Iwanczuk      | Wasilij Iwanczuk      |                    |                    |    |                   |                   |             |  |  |          |          |          |  |  |       |       |       |
|  | Ye Jiangchuan         | Ye Jiangchuan         | ½                  |                    |    |                   |                   |             |  |  |          |          |          |  |  |       |       |       |
|  | Ye Jiangchuan         | Ye Jiangchuan         | ½                  |                    |    | Wasilij Iwanczuk  | Wasilij Iwanczuk  | 3½          |  |  |          |          |          |  |  |       |       |       |
|  |                       |                       |                    |                    |    | Wasilij Iwanczuk  | Wasilij Iwanczuk  | 3½          |  |  |          |          |          |  |  |       |       |       |
|  |                       |                       | Joël Lautier       | Joël Lautier       | 2½ |                   |                   |             |  |  |          |          |          |  |  |       |       |       |
|  | Predrag Nikolić       | Predrag Nikolić       | Joël Lautier       | Joël Lautier       | 2½ | 1                 |                   |             |  |  |          |          |          |  |  |       |       |       |
|  | Predrag Nikolić       | Predrag Nikolić       |                    |                    |    |                   |                   |             |  |  |          |          |          |  |  |       |       |       |
|  | Joël Lautier          | Joël Lautier          | 3                  |                    |    |                   |                   |             |  |  |          |          |          |  |  |       |       |       |
|  | Joël Lautier          | Joël Lautier          | 3                  |                    |    | Wasilij Iwanczuk  | Wasilij Iwanczuk  | 2½          |  |  |          |          |          |  |  |       |       |       |
|  |                       |                       |                    |                    |    |                   |                   |             |  |  |          |          |          |  |  |       |       |       |
|  |                       |                       | Rusłan Ponomariow  | Rusłan Ponomariow  | 4½ |                   |                   |             |  |  |          |          |          |  |  |       |       |       |
|  | Michael Adams         | Michael Adams         | Rusłan Ponomariow  | Rusłan Ponomariow  | 4½ | 2½                |                   |             |  |  |          |          |          |  |  |       |       |       |
|  | Michael Adams         | Michael Adams         |                    |                    |    |                   |                   |             |  |  |          |          |          |  |  |       |       |       |
|  | Piotr Swidler         | Piotr Swidler         | 3½                 |                    |    |                   |                   |             |  |  |          |          |          |  |  |       |       |       |
|  | Piotr Swidler         | Piotr Swidler         | 3½                 |                    |    | Piotr Swidler     | Piotr Swidler     | 3½          |  |  |          |          |          |  |  |       |       |       |
|  |                       |                       |                    |                    |    | Piotr Swidler     | Piotr Swidler     | 3½          |  |  |          |          |          |  |  |       |       |       |
|  |                       |                       | Borys Gelfand      | Borys Gelfand      | 2½ |                   |                   |             |  |  |          |          |          |  |  |       |       |       |
|  | Borys Gelfand         | Borys Gelfand         | Borys Gelfand      | Borys Gelfand      | 2½ | 3½                |                   |             |  |  |          |          |          |  |  |       |       |       |
|  | Borys Gelfand         | Borys Gelfand         |                    |                    |    |                   |                   |             |  |  |          |          |          |  |  |       |       |       |
|  | Zurab Azmaiparaszwili | Zurab Azmaiparaszwili | 2½                 |                    |    |                   |                   |             |  |  |          |          |          |  |  |       |       |       |
|  | Zurab Azmaiparaszwili | Zurab Azmaiparaszwili | 2½                 |                    |    | Piotr Swidler     | Piotr Swidler     | 1½          |  |  |          |          |          |  |  |       |       |       |
|  |                       |                       |                    |                    |    |                   |                   |             |  |  |          |          |          |  |  |       |       |       |
|  |                       |                       | Rusłan Ponomariow  | Rusłan Ponomariow  | 2½ |                   |                   |             |  |  |          |          |          |  |  |       |       |       |
|  | Aleks. Morozewicz     | Aleks. Morozewicz     | Rusłan Ponomariow  | Rusłan Ponomariow  | 2½ | 1½                |                   |             |  |  |          |          |          |  |  |       |       |       |
|  | Aleks. Morozewicz     | Aleks. Morozewicz     |                    |                    |    |                   |                   |             |  |  |          |          |          |  |  |       |       |       |
|  | Rusłan Ponomariow     | Rusłan Ponomariow     | 2½                 |                    |    |                   |                   |             |  |  |          |          |          |  |  |       |       |       |
|  | Rusłan Ponomariow     | Rusłan Ponomariow     | 2½                 |                    |    | Rusłan Ponomariow | Rusłan Ponomariow | 3           |  |  |          |          |          |  |  |       |       |       |
|  |                       |                       |                    |                    |    | Rusłan Ponomariow | Rusłan Ponomariow | 3           |  |  |          |          |          |  |  |       |       |       |
|  |                       |                       | Jewgienij Bariejew | Jewgienij Bariejew | 1  |                   |                   |             |  |  |          |          |          |  |  |       |       |       |
|  | Jewgienij Bariejew    | Jewgienij Bariejew    | Jewgienij Bariejew | Jewgienij Bariejew | 1  | 2                 |                   |             |  |  |          |          |          |  |  |       |       |       |
|  | Jewgienij Bariejew    | Jewgienij Bariejew    |                    |                    |    |                   |                   |             |  |  |          |          |          |  |  |       |       |       |
|  | Jaan Ehlvest          | Jaan Ehlvest          | 0                  |                    |    |                   |                   |             |  |  |          |          |          |  |  |       |       |       |
|  | Jaan Ehlvest          | Jaan Ehlvest          | 0                  |                    |    |                   |                   |             |  |  |          |          |          |  |  |       |       |       |